# 拉沙德·諾尤伊
拉沙德·哈桑·诺尤伊（Lassad Hassen Nouioui），通常被称呼为拉沙德，具有法国和突尼斯国籍的足球运动员，场上司职前锋，目前效力于西甲俱乐部拉科鲁尼亚。

## 俱乐部生涯
2008年，拉沙德以自由球员身份从法乙联赛转会西班牙，与拉科鲁尼亚B队签约。随后，由于一队前锋人员紧缺，拉沙德开始代表一队比赛。在2009年2月1日拉科鲁尼亚主场3：0击败比利亚雷亚尔的比赛里，拉沙德换下前锋里基，首次代表球队出战。随后在与西班牙人的比赛里，拉沙德又射入了他的西甲处子球。随后，他正式与一队签下工作合同，合同到2012年为止。

## 国家队生涯
拉沙德选择代表突尼斯出战，并且在2010年南非世界杯预选赛上与肯尼亚的比赛之前，第一次得到国家队的征召。